# Acultzingo (municipalité)
La municipalité d'Acultzingo est l'une des 212 municipalités de l'État de Veracruz, et est située dans la partie centrale de cet État. Elle se situe à l'ouest du golfe du Mexique, au sein de la chaîne de montagnes de la Sierra Madre orientale, et fait partie du bassin versant de la rivière Río Blanco, un des principaux affluents du fleuve Río Papaloapan. Elle est limitrophe à l'ouest et au sud de l'État de Puebla. Son chef-lieu est la ville éponyme d'Acultzingo. Elle dépend de la région administrative de Las Montañas, qui est une des 10 subdivisions administratives de l'État de Veracruz.

## Géographie
La municipalité d'Acultzingo s'étend du nord au sud le long de la limite administrative avec l'État de Puebla, qui la flanque à l'ouest et au sud. Elle est traversée du sud-ouest au nord-est par la rivière Río Blanco, qui est l'un des principaux affluents du fleuve Río Papaloapan. Assise sur le massif montagneux de la Sierra Madre orientale, l'altitude de cette municipalité oscille entre 1320 et 3100 mètres. Son chef-lieu, la ville éponyme de Acultzingo, est établi sur les rives du Río Blanco, dans la partie ouest de son territoire. Ce territoire couvre une superficie de 167,9 km2, et était peuplé en 2010 de 20 973 habitants, pour une densité de 124,9 habitants par km2.
Cette municipalité est limitrophe au nord de celles de Nogales, de Maltrata, et d'Aquila, à l'ouest, dans l'État de Puebla de celles de Cañada Morelos, de Chapulco et de Nicolás Bravo, au sud de celle de Vicente Guerrero, et enfin à l'est, à nouveau dans l'État de Veracruz, de celle de Soledad Atzompa.

## Composition et démographie
La municipalité était composée en 2010 de 39 localités, dont une seule était considérée comme urbaine, les autres étant rurales.
| Localité            | Population |
| ------------------- | ---------- |
| Acultzingo          | 7040       |
| Tecamalucan         | 2277       |
| Acatla              | 1272       |
| El Potrero          | 1269       |
| Sierra de Agua      | 1143       |
| Reste des localités | 7972       |
| Total population    | 20 973     |

En plus de l'espagnol, plusieurs langues amérindiennes sont parlées dans la municipalité, dont les principales sont par ordre d'importance : le nahuatl, les autres langues, plus marginales, sont le mazatèque, le zapotèque, et le mixtèque.

## Histoire
La municipalité de Soledad Atzompa a été créée au lendemain de l'indépendance du Mexique.
Entre 1924 et 1926, le siège de la municipalité est brièvement déplacé à Tecamaluca.

## Économie

### Agriculture et élevage
La superficie des parcelles semées représentait en 2015 une surface totale de 3 425 hectares, parmi lesquels 2 182 hectares étaient voués à la culture du maïs, 721 hectares étaient voués à la culture du haricot, et 84 hectares étaient à celle de l'avoine destinée au fourrage.
En 2015, la production de viande par tonnes comprenait 31 tonnes de viande bovine, 85,1 tonnes de viande porcine, 19,9 tonnes de viande ovine, 9,5 tonnes de viande caprine, 3 476,8 tonnes de volailles, et 5,1 tonnes de dinde. La superficie vouée à l'élevage représentait alors 903 hectares.